# 밤의 여인
밤의 여인(영어: Lady of the Night)은 1925년 개봉한 미국의 무성 영화이자 로맨스 영화이다. 감독은 몬타 벨이 맡았으며, 노마 시어러가 1인 2역을 하였다.

## 스토리
크리스 헬머 (루 하비)는 판사인 배닝 (프레드 에스멜튼)에게 징역 20년 형을 선고받았고, 아내와 딸을 떠나야 했다. 우연하게도 판사도 비슷한 또래의 딸이 있었다.
18년 후, 두 딸은 자랐고 (둘 다 시어러), 판사의 딸인 플로렌스 배닝은 사립 학교에 들어가고, 몰리 헤머는 소년원에 들어가게 된다. 몰리와 그녀의 친구 두 명은 댄서가 되었다. 어느 날, 몰리는 그녀가 일하는 댄스홀에 낯선 사람이 들어오는 것을 거부한다. 몰리의 남자친구인 청키 듄이 그녀가 위험할 때 몰리를 보호해주자, 쓰러진다. 그녀는 청키의 친구인 발명가였던 데이비드 페이지에 의해 구출이 되고, 곧 그와 사랑에 빠진다. 하지만 페이지는 그녀를 좋은 친구로만 보고 있었고, 청키의 질투는 나날이 커지기만 한다.
페이지는 어떤 금고든 열 수 있는 장치를 완성한다. 청키는 페이지에게 이걸 사용하기 위해 많은 돈을 지불할 수 있는 사기꾼을 알고 있다고 말하지만, 몰리는 이게 범죄에 도움이 되지 않는다고 말한다.. 페이지가 자신이 만든 장치를 은행의 임원에게 보여주는 데, 그 중 판사인 배닝이 있었다. 그들은 감명을 받고, 장치를 구입하게 된다. 페이지가 회의장을 떠날 때, 플로렌스와 마주치게 되고, 첫눈에 빠지게 됐다. 플로렌스 또한 그에게 반하게 되어, 둘이 서로 사귀게 된다. 이후 플로렌스가 페이지의 작업장에 가서 우연히 몰리를 만나게 되었을 때, 몰리도 페이지를 사랑한다는 것을 알아챘다. 플로렌스는 데이비드에게 몰리가 자기보다 더 중요하다고 말했고, 곧 그와 헤어졌다. 하지만 플로렌스가 리무진에 탔을 때, 몰리가 자신을 위해 기다리고 있는 것을 발견한다. 몰리는 자기는 페이지의 행복만을 추구하기 때문에, 플로렌스가 페이지와 결혼해도 된다고 충고했다. 이후 몰리는 플로렌스에게 자신이 페이지를 사랑하지 않는다고 믿게 하기 위해 청키의 청혼을 받아들인다.

## 출연
- 노마 시어러 - 몰리 헬머/플로렌스 배닝 역
- 말콤 맥그레거 - 데이비드 페이지 역
- 데일 풀러 - 미스 칼
- 조지 K. 아서 - "청키" 듄
- 프레드 에스멜튼 - 판사 배닝
- 로 하비 - 크리스 헬머, 몰리의 아빠
- 그웬 리 - 몰리의 친구
- 베티 모리세이 - 거티, 몰리의 친구
- 칼튼 그리핀 - (크레딧에 없었음)
- 줄리안 리베로 - (크레딧에 없었음)
- 콘스탄틴 로마노프 - (크레딧에 없었음)
- 필립 슬리맨 - (크레딧에 없었음)
- 아리엘 호우윙크 - 샤피 역 (크레딧에 없었음)
- 조앤 크로포드 - 시어러의 대역 배우.